# Килемарская железная дорога
Килемарская железная дорога (до 1960-х годов — Дубовская железная дорога) — железная дорога, существовавшая в Килемарском, Медведевском и Юринском районах Марий Эл и в Шарангском районе Нижегородской области с 1928 года по 2002 год. Использовалась в первую очередь для лесозаготовок и сплава леса по Волге. С 1928 года по 1979 года существовала автономно, не соединяясь с основной сетью железных дорог. В отличие от других подобных линий, она являлась не узкоколейной, а ширококолейной.

## История

### Строительство железной дороги
В 1925 году Мароблисполком заключил концессионный договор с Наркоматом путей сообщения СССР на десять лет о передаче лесов нескольких лесничеств Московско-Казанской железной дороге с условием строительства железнодорожниками дороги Зелёный Дол — Краснококшайск, лесовозной дороги широкой колеи от пристани Дубовая в глубь заволжских лесов и узкоколейных железнодорожных веток. Строительство Дубовской железной дороги началось в сентябре 1927 года. Строился участок от волжской пристани Орехов Яр до станции Мадары. Строительство велось преимущественно силами заключённых и ссыльнопоселенцев. 7 октября 1928 года дорога длиной 93 км была сдана в эксплуатацию. На дорогу поступили маломощные паровозы, работавшие на дровяном топливе, и двухосные вагоны, которые уже в те времена считались устаревшими. Для сцепления вагонов использовалась винтовая стяжка. Почти повсюду укладывались «узкоколейные» рельсы. Постепенно железная дорога строилась всё дальше на север.
Организаторы лесозаготовок вели работы по принципу «любой ценой». Для успешного выполнения такой задачи требовалась всё новая и новая рабочая сила. В системе ГУЛага 1 января 1931 года был организован Марийский исправительно-трудовой лагерь «с дислокацией на пристани Дубовая», в том же году переименованный в Нижегородский исправительно-трудовой лагерь (Марийская автономная область входила тогда в Нижегородский край). В нём содержалось 6 тысяч заключённых, которые использовались как бесплатная рабочая сила на лесоповале, продолжении строительства новых железнодорожных веток и разъездов и на других работах. В 1938 году лагерь перевели в Балахну.
В январе 1939 года на лесоразработки были переселены несколько сот казахов с лошадьми, большинство из них умерли от холода, непривычного непосильного труда и недоедания. А в 1940 году Маритранлес принял более 6 тысяч спецпоселенцев из Западной Белоруссии, Западной Украины, Бессарабии. Около половины из них были размещены на лесоучастках Волжского лестранхоза. Из справки о работе лестранхоза в III квартале 1940 года:

План 111 квартала по вывозке выполняется исключительно плохо. Лесоучастки по линии железной дороги Дубовая — Мадары ни один план отгрузки не выполняют. Все линейные лесоучастки заселены спецпереселенцами, производительность труда по подвозке 40 процентов, идёт сопротивление, не хотят работать, массовый невыход на работу под видом болезни.

### Послевоенное время
В послевоенное время производилась реконструкция этого «острова стальной колеи». Сюда стали поступать четырёхосные вагоны (в том числе и трофейные, немецкого производства). «Узкоколейные» рельсы постепенно заменялись другими, но в основном также легковесными (Р33 и подобными).
Согласно официальному отчёту 1954 года, предоставленным С. Костыговым, железная дорога называлась всё ещё Дубовской, а не Килемарской.

Волжский леспромхоз, Дубовская железная дорога 1928 года постройки, колея 1524 мм. Протяжённость путей общая 125,6 км, протяжённость магистрали — 84 км. Подвижной состав: 4 паровоза серии «Б», 5 — «Од», 1 — «Ов», 2 — «Чн», 6 мотовозов. Паровозное депо находится в посёлке Дубовский. На дороге имеется 1 станция, 5 разъездов. 118 километров линий оборудовано двухпроводной телефонной связью.

В связи с запретом в 1956 году сплава леса по рекам пристани на Волге стали утрачивать своё значение, предприятия закрывались или переводились в другие населённые пункты, и жители начали покидать поселения. Стал терять свою значимость участок от берега Волги до Визимьяр.
В 1960-х годах утвердилось другое название — «Килемарская железная дорога». Его происхождение объясняется тем, что Килемары — ближайший к дороге крупный посёлок, районный центр. Там же когда-то находилась контора леспромхоза, которому эта дорога принадлежала.
Главный район лесозаготовок в 1950—60-е годы находился вблизи границы Марийской АССР с Горьковской областью. Основная магистраль железной дороги постепенно продлялась всё дальше на север. Конечная станция Пиштань в Горьковской области возникла в 1960-х годах. По каким-то причинам от дальнейшего строительства отказались, и в результате дорога оборвалась, не дойдя около 40 километров до станции Арья на магистрали Горький — Котельнич.
Среди локомотивов Килемарской железной дороги вплоть до 1972 года преобладали паровозы. Засушливым летом 1972 года в местах лесозаготовок у Пиштани происходили массовые лесные пожары. Тогда был отдан приказ о запрете эксплуатации паровозов по причине их пожароопасности (учитывалась возможность воспламенения леса от искр, вылетающих из дымовой трубы). Все паровозы были в короткий срок заменены тепловозами. Однако объём заготовки леса после 1972 года значительно снизился.

### Соединение с основной сетью железных дорог
Несмотря на спад перевозок, в конце 1970-х годов был реализован давний замысел соединения Килемарской железной дороги с основной сетью железных дорог страны. С этой целью была проложена новая линия, подошедшая со станции Нолька (на участке Йошкар-Ола — Яранск) к перегону Мадары — Цинглок. В месте примыкания была сооружена станция Новый Цинглок.
Новый участок вступил в строй в 1979 году. В просторечии его стали называть «БАМ», как и многие другие построенные в тот период транспортные объекты. Длина данной линии составила 52 километра. На ней имелся лишь один промежуточный раздельный пункт — разъезд Шаптунга.
Старая дорога с того момента должна была обрести второе дыхание. Предполагалось, что участок Новый Цинглок — Майский будет передан МПС, и подвергнется значительной реконструкции. Рассматривались варианты продолжения строительства к магистрали Горький — Котельнич. На разъезде Шаптунга и станции Новый Цинглок были сооружены посадочные платформы.

### Разборка железной дороги
Уже в 1980-х годах был разобран первый участок старой магистрали, от Визимьяр до Дубовского и Орехова Яра. От Визимьяр до Нежнура продолжал курсировать пассажирский поезд.
Была прекращена эксплуатация всех лесовозных веток, предназначенных для вывоза древесины непосредственно от мест валки. Лес вывозился автомобилями к некоторым станциям, а также на лесозавод в лесоучасток Нежнурский — Волжского, а позднее Нежнурского леспромхоза. Лишь оттуда гружёные лесом вагоны шли на Новый Цинглок, и далее — по путям МПС. Участок Новый Цинглок — Нолька, проработав менее десяти лет, оказался почти заброшен.
Пассажирское движение в 1980-е годы также сокращалось по мере выселения посёлков из зоны затопления из-за Чебоксарской ГЭС. Участок от Орехова Яра до Дубовского оказался под водой. Начальным пунктом всех пассажирских маршрутов стала станция Визимьяры, соединённая асфальтированной автодорогой со столицей республики. В связи с износом путей, для пассажирского движения использовался только лёгкий подвижной состав — автомотрисы АС1 и всевозможные «ДМки». К середине 1990-х годов пассажирское движение на железной дороге исчезло.
На протяжении 1990-х годов произошла поэтапная разборка всей большой линии Нежнур — Визимъяры.
Разборка «БАМа» (линии Нолька — Новый Цинглок) оказалась отсрочена на несколько лет. В 2000 году было принято решение о полной разборке пути на участке Нолька — Новый Цинглок. Вначале снятие рельсов продвигалось очень медленно и временами прекращалось.
Летом 2002 года процесс разборки «БАМа» возобновился. Путейская дрезина-подъёмный кран стала ездить из Йошкар-Олы в сторону Нового Цинглока каждый рабочий день.

## Список станций, разъездов и населённых пунктов

### Линия Орехов Яр — Пиштань с ответвлением в Нежнур
- Пристань Орехов Яр. Построена в 1928 году. Затоплена в 1981 году.
- Пристань Заячья. Построена в 1928 году. Затоплена в 1981 году.
- Пристань Карачурино. Построена в 1928 году. Затоплена в 1981 году.
- Пристань Дубовая. Построена в 1928 году. Затоплена в 1981 году.
- Станция Дубовая. Построена в 1928 году. Имела пять путей. Разобрано в 1980-е годы.
- Станция Визимьяры. Построена в 1928 году. Имела три пути. Разобрано в 1990-е годы.
- Разъезд Мадары. Построен в 1928 году. Имел два пути. Разобрано в 1990-е годы.
- Станция Новый Цинглок. Построена в 1979 году с открытием линии Нолька — Новый Цинглок, соединившей железную дорогу с основной железнодорожной сетью страны. Разобрано в начале 2000-х годов.
- Станция Цинглок. Построена в 1930-е годы. Разобрано в 1990-е годы.
- Станция Рутка. Имела пять путей. Разобрано в 1990-е годы.
- Станция Борский. Разобрано в 1990-е годы.
- Станция Нежнур. Разобрано в 1990-е годы.
- Станция Пиштань. Разобрано в 1990-е годы.

### Линия Нолька — Новый Цинглок
- Станция Нолька. Действующая. Находится на линии Зелёный Дол — Яранск.
- Разъезд Шаптунга. Построен в 1979 году. Разобрано в 2002 году.
- Станция Новый Цинглок. Построена в 1979 году. Разобрано в начале 2000-х годов.